# Царський резидент
Царський резидент — посада, запроваджена після Полтавської битви 1709 за указом російського царя Петра I від 29 (18) липня 1709. Першим Р.ц. став стольник А.Ізмайлов, який у своїй роботі керувався офіційними і таємними царськими статтями. Офіційно Р.ц. доручено разом із гетьманом наглядати за запорожцями, аби перешкодити їхньому згуртуванню, а також спільно з гетьманською владою вирішувати зовнішньополітичні питання. Р.ц. надано право контролювати обрання та службові призначення представників старшини, покарання їх смертю тощо. Тим часом таємні царські статті націлювали його стежити за політичною лояльністю гетьмана І.Скоропадського та інших представників української верхівки щодо Російської держави, а також перешкоджати міжнародним відносинам Гетьманщини. Р.ц. належало дбати про утримання спеціальних російських полків на випадок небажаних для Росії політичних змін в Україні, контролювати роботу фінансової системи Гетьманщини тощо. У вересні 1710 замість А.Ізмайлова було призначено двох царських резидентів — думного дяка А.Вініуса та стольника Ф.Протасьєва (перебував при І.Скоропадському до квітня 1722). У наданій їм новій таємній інструкції з'явилося положення про розслідування доносів на гетьмана і старшину, яке було розширене в таємних пунктах, наданих Ф.Протасьєву в липні 1718. Згідно із цим документом Р.ц. потрібно було домагатися загострення соціальних суперечностей в українському суспільстві, аби зміцнити царську владу в Гетьманщині. Посада Р.ц. проіснувала до 1722. Була ліквідована у зв'язку із заснуванням Малоросійської колегії.